# Cristel
Cristel ist ein weiblicher Vorname und ein Familienname.

## Herkunft und Bedeutung
Der weibliche Vorname Cristel ist eine andere Schreibweise des Vornamens Christel, der sich wiederum von Christine herleitet.

## Namensträgerinnen
- Crystel Fournier, französische Kamerafrau
- Cristel Miočević (* 1995), schweizerisch-kroatische Fußballspielerin; kroatische Fußballnationalspielerin
- Cristel Vahtra (* 1972), estnische Ski-Langläuferin